# 은어밥
은어밥은 은어를 밥에 꽂아 만든 한국의 밥 요리이며, 경상남도 하동군의 지역 음식이기도 하다. 마치 영국 요리 중 하나인 스타게이지 파이와 비슷한, 특이한 생김새 때문에 한국 커뮤니티 및 해외에서도 주목을 받기도 했다. 진주시에서는 영어 명칭을 "Rice Topped with Sweet Fish"라고 지칭하고 있으며, 공식 로마자 표기는 "Euneobap"이다.

## 역사
은어밥은 흔히 섬진강 일대 지역의 사람들이 주로 요리하고 섭취했다고 전해진다. SBS의 생방송 투데이 2992회에 따르면, 한국인이 가장 많이 검색한 경남 하동의 맛 중에서 3위를 차지했다고 한다.

## 조리법
은어밥을 만드는 전통적 방법은, 은어의 내장만 제거해 깨끗이 씻어 통째로 머리를 밥 속에 넣는다. 은어는 비늘이 없기 때문이다. 밥이 다 지어지면 꼬리를 잡고 살을 훑어내 은어살만 남긴다. 이후 은어살만 남은 밥에 간장, 다진 고추 등으로 만든 양념장을 곁들여 먹는다. 은어는 수박과 비슷한 향이 나며, 맛이 비리지 않아 통째로 넣어 밥을 지어 먹었다.